# Mellanträsket (Överkalix socken, Norrbotten)
Mellanträsket är en sjö i Överkalix kommun i Norrbotten och ingår i Kalixälvens huvudavrinningsområde. Sjön har en area på 0,459 kvadratkilometer och ligger 110 meter över havet. Sjön avvattnas av vattendraget Ertsjärvån.

## Delavrinningsområde
Mellanträsket ingår i det delavrinningsområde (739939-178180) som SMHI kallar för Mynnar i Bönälven. Medelhöjden är 165 meter över havet och ytan är 47,77 kvadratkilometer. Det finns inga avrinningsområden uppströms utan avrinningsområdet är högsta punkten. Ertsjärvån som avvattnar avrinningsområdet har biflödesordning 5, vilket innebär att vattnet flödar genom totalt 5 vattendrag innan det når havet efter 151 kilometer. Avrinningsområdet består mestadels av skog (80 procent). Avrinningsområdet har 0,93 kvadratkilometer vattenytor vilket ger det en sjöprocent på 2 procent.